# كايل مور
كايل مور (بالإنجليزية: Kyle Moore)‏ هو لاعب كرة قدم أمريكية أمريكي، ولد في 25 أكتوبر 1986 في ألمانيا.

## وصلات خارجية
- كايل مور على موقع مرجع كرة القدم المحترفة.كوم (الإنجليزية)